# Odd Grette
Odd Grette (* 12. Juni 1952) ist ein ehemaliger norwegischer Skispringer.
Sein erstes internationales Springen absolvierte Grette am 30. Dezember 1970 beim Eröffnungsspringen der Vierschanzentournee 1970/71 in Oberstdorf. Er beendete das Springen auf dem 22. Platz. Wenige Tage später wurde er in Partenkirchen Achter. Bei der erstmals stattfindenden Skiflug-Weltmeisterschaft 1972 wurde Grette Elfter. Am 5. Januar 1974 konnte er in Bischofshofen mit einem 6. Platz sein bestes Einzelergebnis bei einem Springen in der Vierschanzentournee erreichen. 1975 gewann Grette in Rælingen bei der Norwegischen Meisterschaft im Skispringen die Goldmedaille beim Springen von der Großschanze.
Odd Grette ist seit 1976 verheiratet und hat drei Kinder.